# Chase XCG-20
El Chase XCG-20, también conocido como XG-20 y por la designación de compañía MS-8 Avitruc, fue un gran planeador de asalto desarrollado inmediatamente después de la Segunda Guerra Mundial, por la Chase Aircraft Company, para la Fuerza Aérea de los Estados Unidos, y fue el mayor planeador jamás construido en los Estados Unidos. El XG-20 no entró en producción debido a un cambio en los requerimientos de la USAF, pero, sin embargo, fue modificado como el avión de transporte bimotor Fairchild C-123 Provider, que entró extensamente en servicio en la Guerra de Vietnam.

## Diseño y desarrollo
Tras el final de la Segunda Guerra Mundial, las Fuerzas Aéreas del Ejército de los Estados Unidos, que se convirtieron en la Fuerza Aérea de los Estados Unidos (USAF) en 1947, desarrollaron un requerimiento por un nuevo y gran modelo de planeador de asalto para reemplazar modelos más pequeños que entonces estaban en servicio, habiendo sido declarados obsoletos todos los planeadores existentes. Los nuevos planeadores debían ser construidos enteramente de metal, y también se requería que fueran fácilmente adaptables a una configuración motora. Como parte de un programa de desarrollo de cinco años, se concedió un contrato a la Chase Aircraft Company de Trenton, Nueva Jersey, en agosto de 1946, para la construcción de dos modelos de planeadores. Incluían un modelo más pequeño, designado XCG-18A, y uno mayor, modelo definitivo con la designación XCG-20.
El XCG-20, redesignado XG-20 en 1948 con el establecimiento de la USAF, fue el mayor planeador jamás construido en los Estados Unidos, y el último planeador de combate construido para las fuerzas armadas estadounidenses. Presentaba un ala alta y tren de aterrizaje triciclo retráctil, con una unidad de potencia auxiliar que suministraba potencia hidráulica al tren de aterrizaje y los flaps. La sección de morro fue reforzada para proporcionar una protección óptima a los pilotos en el caso de accidente al aterrizar, y para permitir la más fuerte conexión de remolcado posible. La bodega de carga tenía 9,1 m de largo y 3,7 de ancho; y presentaba una configuración innovadora: el fuselaje trasero se elevaba con una rampa de carga integrada. Esto permitía introducir y sacar los vehículos directamente, acelerando los tiempos de carga y descarga.

## Historia operacional

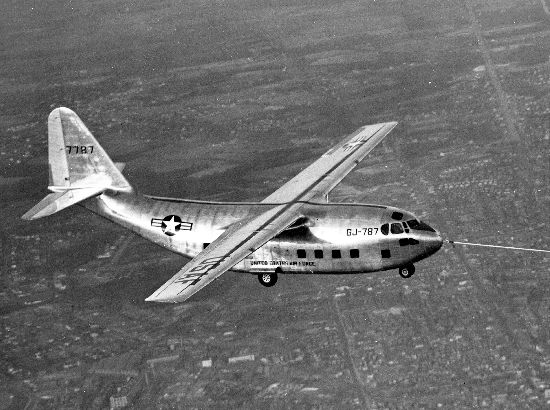
El segundo XG-20 (s/n 47-787) durante unas pruebas de vuelo.

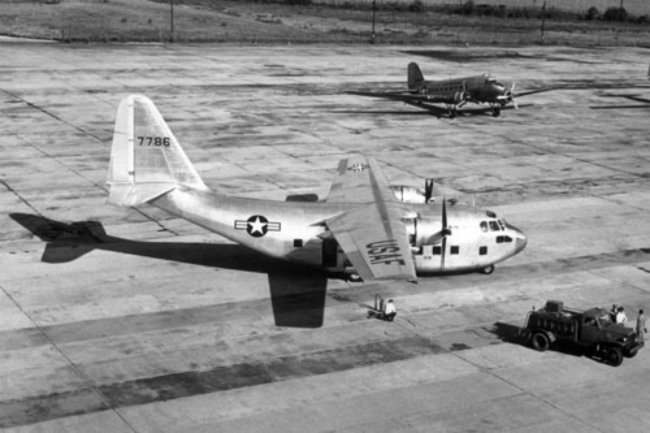
El XC-123 (s/n 47-786) en 1949.

Aunque el primer prototipo de XG-20 nunca voló como planeador, el segundo realizó el primer vuelo del avión en abril de 1950. Después de haber sido mostrado al público en la Base de la Fuerza Aérea Pope como parte del Ejercicio Swarmer realizado ese mes, el XG-20 se sometió a exhaustivas pruebas de vuelo; a finales del verano, fue evaluado contra una variedad de otros aviones de transporte en la Base de la Fuerza Aérea Eglin en Florida. Aunque no poseía defectos evidentes, el programa de pruebas confirmó que el "transporte de asalto" a motor era equivalente al planeador en prestaciones de aterrizaje; habiendo quedado obsoleto, el planeador de asalto perdió el favor de la Fuerza Aérea, y el proyecto del XG-20 fue cancelado.
Sin embargo, Chase había diseñado el avión para permitir una fácil instalación de motores; el primer XG-20 ya había sido modificado con dos motores radiales, convirtiéndose en el XC-123, el prototipo de la longeva familia de transportes C-123 Provider. Mientras tanto, el segundo prototipo de XG-20 fue devuelto a Chase Aircraft para ser equipado con dos contenedores con turborreactores General Electric J47, convirtiéndose en el XC-123A, el primer avión de transporte a reacción construido en los Estados Unidos.

## Operadores
Estados Unidos
- Fuerza Aérea de los Estados Unidos

## Especificaciones
Referencia datos: "C-123 Provider in action"

### Características generales
- Tripulación: Tres
- Longitud: 23,5 m (77,1 ft)
- Envergadura: 33,5 m (110 ft)
- Altura: 10,3 m (33,8 ft)
- Superficie alar: 113,6 m² (1222,8 ft²)
- Perfil alar: NACA 23017[14]
- Peso máximo al despegue: 31 751 kg (limitado por los aviones de remolque a 18 000 kg)

## Aeronaves relacionadas

### Desarrollos relacionados
- Chase XC-123A
- Fairchild C-123 Provider
- Stroukoff YC-134

### Aeronaves similares
- Messerschmitt Me 321
- Douglas XCG-17
- Ilyushin Il-32
- Yakovlev Yak-14

### Secuencias de designación
- Secuencia CG-_ (Planeadores de Carga del USAAC/USAAF, 1941-1948): ← CG-17 - CG-18 - CG-19 - CG-20
- Secuencia G-_ (Planeadores de la USAF, 1948-1955): ← G-14 - G-15 - G-18 - XG-20